# Dieter Heermann

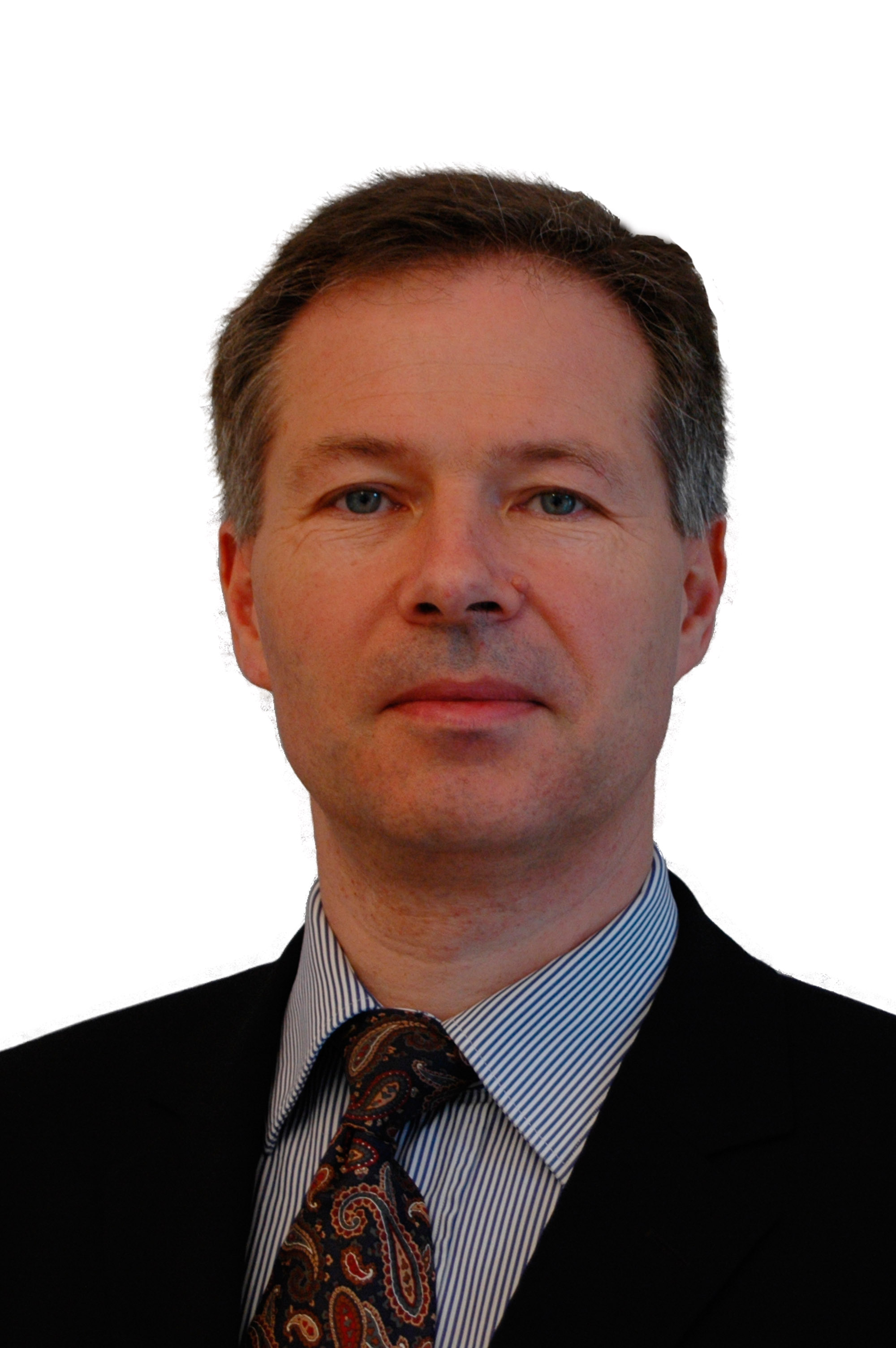
Dieter Heermann (2011)

Dieter W. Heermann (* 18. März 1955 in Köln) ist ein deutscher Physiker.

## Leben
Heermann studierte von 1976 bis 1981 Informatik, Mathematik und Physik an der Universität zu Köln. 1983 wurde er an der Boston University (USA) mit der Arbeit Metastability in Ising Models zum Dr. rer. nat. in Theoretischer Physik promoviert. Von 1983 bis 1987 arbeitete er als Postdoc und als externes Mitglied am Institut für Festkörperphysik am Forschungszentrum Jülich. Während dieser Zeit habilitierte er mit einer Arbeit über Metastabilität. Gleichzeitig war er von 1984 bis 1987 Assistent und Hochschuldozent an der Universität Mainz. 1988 folgte er einem Ruf an die Universität Wuppertal. 1989 wechselte er auf die Professur für Komplexe Systeme im Institut für Theoretische Physik der Universität Heidelberg, wo er bis heute die Forschungsgruppe Statistical Physics and Theoretical Biophysics leitet. Von 1. Oktober 2013 bis 30. September 2019 war er Prorektor für Internationale Angelegenheiten der Ruprecht-Karls-Universität Heidelberg. 1997 gründete er die Firma byte xxl IT und 2021 die Firma byte-data-analytics.

## Forschungsschwerpunkt
Nachdem er sich zu Beginn seiner wissenschaftlichen Karriere vor allem mit fundamentalen Problemen der statistischen Physik beschäftigte, verlegte er später seine wissenschaftlichen Schwerpunkte auf Polymerforschung und Materialwissenschaften. Heute arbeitet er insbesondere an biophysikalischen Problemen. Sein Tätigkeitsbereich umfasst derzeit u. a. die Physik des Chromosoms, Genforschung und Proteomik, Modellierung von Tumorwachstum sowie Biostatistik und Bildanalyse. Seine wichtigsten Bücher wie Monte Carlo Simulation in Statistical Mechanics: An Introduction und Introduction to Computational Science wurden in verschiedene Sprachen übersetzt, darunter Chinesisch, Japanisch und Russisch. Heermann ist seit 2006 Wissenschaftlicher Sachverständiger der Europäischen Union. 2008 wurde er zum Assistenzprofessor am Jackson Laboratory in Maine (USA) berufen. Seit 2011 hat er eine Gastprofessur bei der Chinesischen Akademie der Wissenschaften inne. Er ist sowohl Mitglied in der Deutschen und der Amerikanischen Physikalischen Gesellschaft als auch in der Biophysikalischen Gesellschaft. Seit 2010 ist Heermann Mitglied im Senat der Universität Heidelberg. Von 2013 bis 2019 war er im Verwaltungsrat der Heidelberg University Association Inc. New York, USA tätig.

## Werke
- Parallel Algorithms in Computational Science. Springer Verlag, Heidelberg 1986, ISBN 978-3-642-76267-3.
- Yunikkusu waÌ„kusutiÌ“shon ni yoru keisanki shimyureÌ„shon nyuÌ“mon Japanisch Ausgabe von Satoru Ozawa; Dieter W Heermann 1. Februar 1996. Übersetzungen ins Chinesische, Russische, Japanische, und Polnische.
- Computer Simulation Methods in Theoretical Physics. Springer Verlag, Heidelberg 1986, 2. Ausgabe: Heidelberg 1990, ISBN 978-3-642-96973-7.
- Mit Kurt Binder: Monte Carlo Simulation in Statistical Physics – An Introduction (= Graduate Texts in Physics). 6. Auflage. Springer, Cham 2019, ISBN 978-3-03010757-4, doi:10.1007/978-3-030-10758-1 (1. Aufl. 1988).